# Formula driver
Formula driver, U hrvatskom je automobilističkom športu relativno nova disciplina. Prije je već godinama zaživjela u Italiji, gdje je odlično prihvaćena i rado vožena. Prva su natjecanja u Hrvatskoj održana 2015. na istarskom poluotoku. Krovno tijela bila su Auto i karting savez Istre i AK Buzet Autosport. Buzećani su i inicirali i većim dijelom organizirali prvu sezone Formule driver.
Formula driver predstavlja kombinaciju brdske vožnje, vožnje na kronometar i autoslaloma. Može ju se voziti na brdskim stazama i na onim bez uspona, u industrijskim zonama i na pistama. I standardna i trkaća vozila mogu sudjelovati. Sigurnost je povećana. Zbog nje je staza postavljena tako da vozača što je više moguće uspori na dionicama gdje je to potrebno. Oblik je superslaloma, s time što nema čunjeva. Šikane se izradilo od guma, bala sijena, cestarskih plastika ili slične građe. Šikane se ne razlikuju, četiri su reda prepreka i u svima se ulazi s iste strane. Sigurnosti pridonosi što su postavljene na ravnim dionicama i zavoji su "čisti". Natječe se bez kaznenih bodova i ne postoje krivi smjerovi. Najmanja dopuštena dužina trkaće dionice je dva kilometra. Vozi se jedan trening i tri vožnje koje se zbrajaju. Tehnički pregled je uvijek subotom popodne, vožnje nedeljom. S obzirom na sve prethodno, ova vrsta natjecanja pogodna je i za vozače brdskih utrka, kruga, rallyja i tehničkih disciplina.

## Vanjske poveznice
- Formula driver  Arhivirana inačica izvorne stranice od 9. studenoga 2019. (Wayback Machine)